# پیمایشگر، شخص
پیمایشگر، شخص (به انگلیسی: Surfer, Dude) فیلمی محصول سال ۲۰۰۸ و به کارگردانی اس.آر بلیندر است. در این فیلم بازیگرانی همچون متیو مک‌کانهی، الکسی گیلمور، اسکات گلن، جفری نردلینگ، ویلی نلسون، وودی هارلسون، ناتان فیلیپس، زکری نایگتون، جان تری، سارا رایت، تاد استاشویک، تراویس فیمل ایفای نقش کرده‌اند.